# 阮貴英
阮貴英（1916年3月26日—1991年2月9日），越南共和國律師和外交官，曾任越南共和國駐韓國公使館（在任期間升格為大使館）代辦、越南共和國駐聯邦德國大使、越南共和國駐丹麥、挪威和瑞典大使及越南共和國外交部次長等職務。

## 生平
1916年3月26日，阮貴英出生於越南北部的河內。
早年先後於巴黎大學及圖盧兹大學取得法律學位，1942-51年任巴黎上訴法院律師，1949-51年任越南國駐法國高級專員公署法律顧問，1951-53年任越南國駐英國公使館領事及一等秘書，1953-54年任越南國外交部國際會議司司長，1954-57年任駐美國大使館參贊，同時兼任常駐聯合國副觀察員，1957-58年任駐韓國公使館代辦，1958年駐韓國公使館升格為大使館後續任代辦至1964年，1964-68年任駐聯邦德國大使，同時兼任駐丹麥、挪威及瑞典大使，1968-71年任越南共和國外交部次長。
1991年2月9日，阮貴英在美國加利福尼亞州聖塔克拉拉去世，遺體其後下葬於橡樹山紀念公園。

## 個人生活
已婚，育有一子。

## 榮譽
- 一等彰美佩星[2][3]
- 一等文化及教育佩星[2][3]
- 一等社會服務佩星[2][3]
- 一等心理戰佩星[2][3]
- 一等勞動佩星[2][3]
- 伊利沙伯二世加冕勳章（英语：Queen Elizabeth II Coronation Medal）[2][3]
- 大綬景星勳章[15][2][3]
- 修交勳章光化章（英语：Order of Diplomatic Service Merit）[2][3]
- 馬爾他騎士團大綬大十字功績勳章（英语：Order pro Merito Melitensi）[2][3]